# هیدن کمبل
هیدن کمبل (انگلیسی: Hayden Campbell؛ زادهٔ ۲۴ فوریهٔ ۲۰۰۰) بازیکن فوتبال است.